# Andrew Griffith
Andrew John Griffith (Bexleyheath, 23 febbraio 1971) è un politico e dirigente d'azienda inglese, parlamentare del Regno Unito dal 2019 per il collegio di Arundel and South Downs ed ex direttore operativo e finanziario di Sky limited dal 2008 al 2019.

## Carriera
Griffith è stato nominato membro del Consiglio di amministrazione e Chief Financial Officer di Sky nel 2008 ed è diventato Chief Operating Officer del Gruppo nel 2016. Il suo ruolo attuale comprende la responsabilità per strategia di gruppo, sviluppo aziendale e aziendale, prodotto di gruppo, digitale e catena di fornitura.
È entrato a far parte della società nel 1999 da Rothschild, l'organizzazione di investment banking, dove ha fornito consulenza finanziaria e strategica a clienti aziendali nel settore della tecnologia, dei media e delle telecomunicazioni. Ha ricoperto un certo numero di ruoli finanziari senior prima della sua nomina al Consiglio.
Nel marzo 2014, Griffith è stato nominato Senior Independent Non-Executive Director di Just Eat plc e da aprile 2017 ad aprile 2018 è stato Presidente ad interim. Inoltre presiede il loro comitato di controllo ed è un membro del comitato di nomina.